# 克羅斯韋爾 (密歇根州)
克羅斯韋爾（英語：Croswell）是一個位於美國密歇根州薩尼拉克縣的城市。

## 人口
根據2020年美國人口普查的數據，克羅斯韋爾的面積為6.27平方千米，當中陸地面積為5.97平方千米，而水域面積為0.30平方千米。當地共有人口2322人，而人口密度為每平方千米370人。